# فيدل لونيا
فيدل لونيا هو مبارز بالسيف مكسيكي راحل، مثّل بلاده في الألعاب الأولمبية الصيفية 1948.

## روابط خارجية
فيدل لونيا على موقع أوليمبيديا (الإنجليزية)